# 葛量洪
葛量洪爵士，GCMG（1899年3月15日—1978年10月4日），又譯葛亮洪，英國殖民地官員，早年曾於香港輔政司署供職，及後歷任百慕達與牙買加兩地的輔政司、尼日利亞的布政司，以及斐濟總督兼西太平洋高級專員等職，1947年至1957年出任第22任香港總督，是除麥理浩勳爵外，任職時間最長的港督。葛量洪治理香港獲得不錯的聲望，另一位是1970年代港督麥理浩勳爵，可算是港人印象較深刻的港督。
在港督任內，葛量洪爵士見證了中國的國共內戰，及中國共產黨取代中国国民党，並於1949年建立了新政權。中共建政後的政治動盪，使香港在人口、社會和經濟各方面都出現既深且廣的轉變，而國、共兩黨在香港的衝突和政治事件的迭起，以至於韓戰的爆發，再加上香港戰後百廢待興，社會基建受到嚴重破壞，都使葛量洪爵士面對着極其嚴峻的考驗。不過，在他的帶領下，港府作出多項重大措施，成功使香港成功克服重重困難，並且建構出香港在戰後的基本格局，漸漸從轉口港轉型為以製造業為主的出口港。葛量洪爵士在1965年曾發行自己的回憶錄，在書中，他對中國大陸的共產政權以及香港前途發表了自己的看法和評論，其中，他認為中國不論是國民黨還是共產黨掌政，終有一日都會向英國提出取回香港主權。

## 生平

### 早年生涯
葛量洪在1899年3月15日生於英國大倫敦蘇別頓（Surbiton）的茨伯翰（Chippenham）。父親名腓特烈·威廉（Frederick William Grantham），任職執業大律師；母親則名叫雅麗珊·埃塞雷德·瑪麗·西爾維·艾蜜麗·馮·赫德（Alexandra Ethelred Marie Sylvie Emillie von Herder）。葛量洪早年入讀威靈頓公學，其後入讀桑赫斯特皇家軍事學院，並在1917年編入第18營皇家輕騎兵隊，在第一次世界大戰中服役。大戰完結後，葛量洪升讀劍橋大學彭布羅克學院，其後以文學碩士資格畢業。
葛量洪的父親在一次大戰期間被殺。母親在戰後再婚，嫁給來自挪威的蒙特將軍。蒙特將軍曾參與八國聯軍之役，也擔任過袁世凱的顧問。所以葛量洪的母親在再婚後隨丈夫遷居北京，而葛量洪本人則獲英國殖民地辦公室聘請，派往香港輔政司署，並於1922年12月乘船抵港。
到香港沒幾天，葛量洪由1923年至1925年間在廣州和澳門學習廣東話，雖然他最終通過了所有測試，但整體上他仍是學不成。1925年，葛量洪到北京探望母親和繼父，並遊歷了紫禁城和頤和園各名勝，此外，他還學習了中華民國國語。同年返港後，葛量洪正式開始在香港輔政司署的職務。
自1925年至1935年的10年間，葛量洪大致上都是擔任特別助理輔政司，但就曾經放了兩次長假期。第一次是放了18個月假回英國讀法律，而第二次則是於1934年獲送到帝國國防學院進修。在1934年的時候，葛量洪又取得了英國內院的執業律師資格，而適值當時香港法官短缺，因此他返港後曾一度被借調任初級裁判官。雖然葛量洪對法律十分有興趣，但認為自己天資有限，所以借調18個月後就返回輔政司署。
由於在輔政司署多年都沒有晉升的機會，使葛量洪在1934年的時候向殖民地辦公室申請調職，最終更得到批准。葛量洪在1935年10月離開香港，至1935年12月抵達百慕達出任輔政司。儘管他獲擢升為輔政司，但他的薪金卻只及在香港工作的三分一。

### 殖民地生涯
在1935年至1938年，葛量洪擔任百慕達輔政司；至1938年，他被調到牙買加任同職。在牙買加期間，時值第二次世界大戰爆發，葛量洪曾參與和美國的合作，讓美國海軍動用牙買加之海港作中途站，而美國政府就轉贈50部舊型潛水艇以作回報。未幾，葛量洪再度在1941年獲調到西非尼日利亞出任布政司，當時的尼日利亞是盟軍的重要據點，除了有兩個派往緬甸的師在當地受訓外，尼日利亞也是棕櫚油和橡膠一類軍需品的主要供應地。葛量洪在尼日利亞接待過途經那裡的政要，而他亦曾參與過盟軍在西非舉行的連串軍事會議。
葛量洪在1945年二戰尾聲的時候，被擢升為斐濟總督兼西太平洋高級專員，其中西太平洋高級專員一職曾一度於二戰期間擱置。雖然葛量洪早年出任輔政司和布政司的時候，就曾多次署任總督，不過斐濟總督仍是他第一次正式出任的總督職級職位。在任內，葛量洪着手於重建戰後斐濟，除修復在戰時被破壞的基建外，他又設法恢復當地經濟，另外，他亦積極推動成立各種機構，謀求國際合作，以改善南太平洋的發展和福利事業。葛量洪曾到訪過南太平洋諸島，體察民情，此外他亦曾與湯加女王等地方領導人物會面。
在1947年，葛量洪再獲調任，到香港出任總督。葛量洪於1947年7月25日抵達啟德機場，隨後乘船到皇后碼頭正式履新。此外，在斐濟任輔政司的列誥，也隨葛量洪調到香港供職。

### 香港總督

#### 背景
葛量洪於1947年抵港履新時，香港可謂「百廢待興」。歷經自1941年至1945年的日治時期，以及戰火的洗禮，戰後香港之社會基建受到了嚴重破壞。儘管重光後的過渡軍政府和隨後楊慕琦爵士的民事政府，皆大肆重建，但在短時間內，香港的市面仍然充斥着一種荒涼的氣氛。至於在社會面貌上，戰後香港放寬了很多限制，華人的地位日漸平等，以往太平山山頂不准華人置地居住的慣例在1947年撤銷，而華人加入行政立法兩局的比例也有所上升。
緊隨着第二次世界大戰的結束以後，中國大陸卻沒有恢復和平。物價飛漲、貪污腐敗以及國、共兩黨的不和，終於促使國共內戰的爆發。而經過了1948年至1949年之間所發生的「三大戰役」，則標誌着國民黨的失勢已成定局。由於中國在二次大戰後，局勢依然動盪不堪，這促使二戰後繼續有大量難民湧入香港。這種現像在1949年共產黨在中國大陸執政後，情況更有加劇之勢。雖然在這批難民之中不乏是為逃避共產黨政權的資本家，但是難民的湧入仍然對香港構成了沉重負擔，更衍生出種種社會和政治問題。

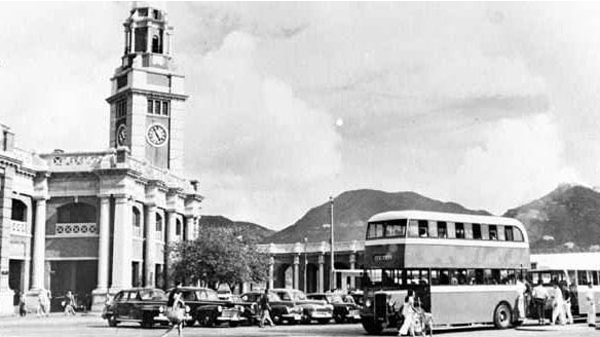
1952年的尖沙咀

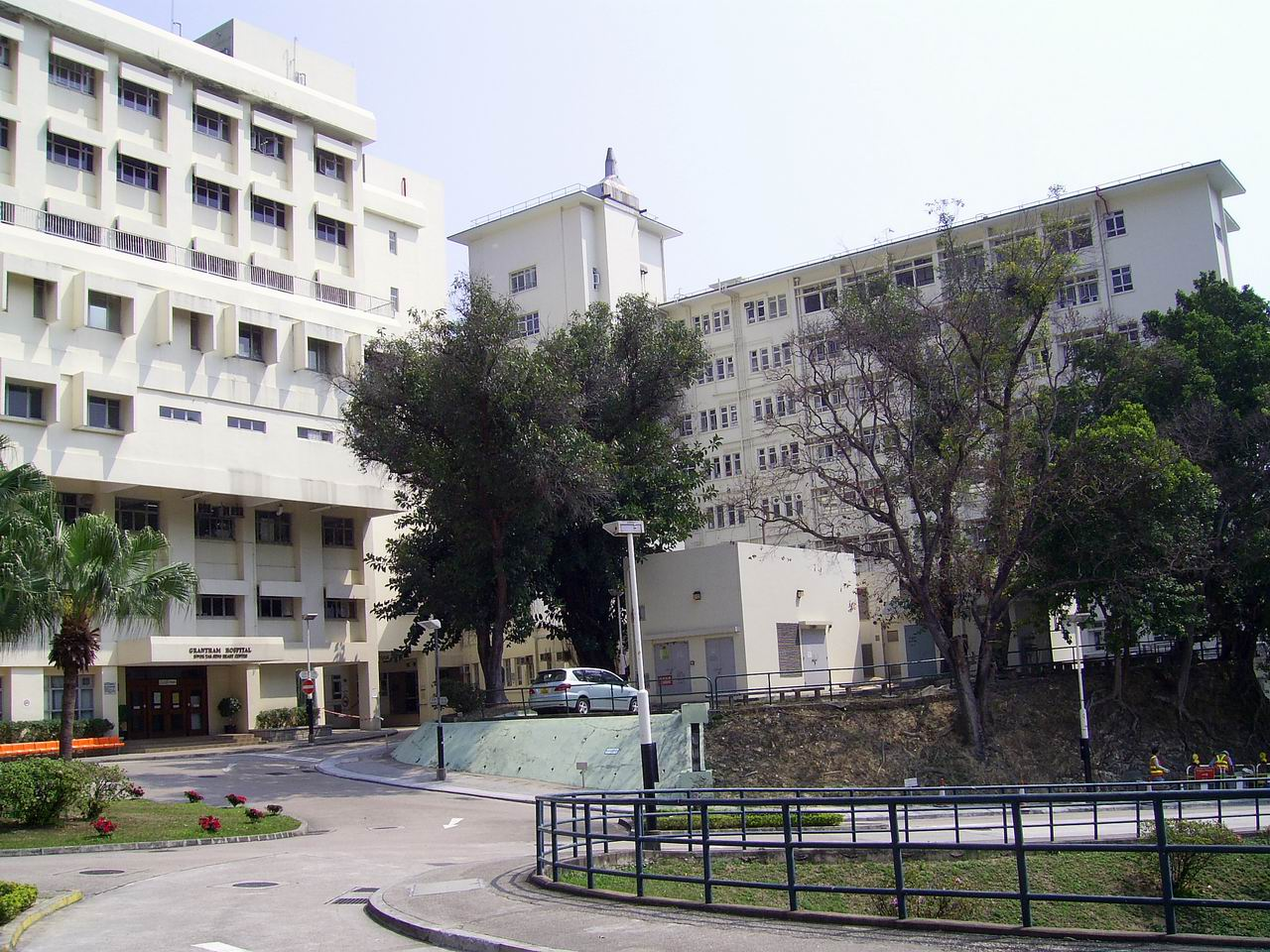
以香港總督命名，1957年成立的葛量洪醫院

除了中華人民共和國的成立以外，二次世界大戰後所衍生出的「冷戰」，也同樣對香港構成負面打擊。為免共產主義散播開去，「赤化」其他國家，「恐共心理」與「杜魯門主義」成為了戰後西方資本主義國家對共產主義所取的態度。正因如此，與共產中國邊境接壤的香港就夾在「兩大意識形態陣營」之間。其中韓戰在1950年的爆發，更差一點使香港的經濟崩坍。
儘管面對種種的困難，葛量洪在10年的港督生涯中，卻成功化解種種危機，使香港經濟從谷底反彈，並漸漸步入現代化。

#### 逃港潮難民湧入
在開埠初期的香港，不少華人均視香港為暫託之居。在香港工作賺錢後，一般都會回鄉安居，所以人口流動性十分之高。同樣在昔日的時候，中國軍閥一旦爆發地方內戰，都會有不少難民湧入香港，但這批難民往往在這些地方內戰完結後就返回中國，因此港府一向也不會對難民提供特別的救濟和支援，恐防會變相吸引難民。香港首次有大批難民打算永久居留，要算是在1937年日本侵華後的一段時間；不過這批難民卻在香港淪陷後，遭日治政府強行遣返中國。
然而，由於中國持續動盪，香港在戰後的人口數量卻急速飆升，至1946年中已經回復至戰前達100萬人的水平。由於葛量洪沒有預料逃港潮的難民不會返回中國，結果踏入1950年年中，香港的人口更劇增至接近240萬人的水平，全港大約每三人就有一人是難民。在1950年5月，葛量洪終於宣佈封鎖邊境關卡，限制難民進入香港，以紓緩香港的人口壓力。但是，儘管港府關閉了關卡，卻仍然持續有小量難民進入香港。
1950年前的香港深圳邊界隨了有一些哨崗外，基本上是不設防的，人們可以自由進出中、港兩地，而主要的進出地則在文錦渡、羅湖和沙頭角三地。可是在共產黨立國後，雙方卻開始在邊界設置障礙，而中共一方更在文錦渡設置了大型擴音器，專門謾罵港府。至於在邊界的管制上，共產黨的邊境守軍有時會開放關卡，但很多時又會關閉關卡，嚴禁任何人士前往香港。而在關卡關閉的日子，中國人民解放軍甚至曾經槍擊已越過障礙、逃抵英界的難民；而解放軍士兵也曾經越界，將難民捉返華界。此外，負責在邊防巡邏的香港警察與駐港軍人也時常受到解放軍的襲擊；有些警察曾因為在巡邏時過分接近邊界，遭解放軍開槍示警；另亦有警員在英界邊防視察時，遭越境的解放軍阻止巡邏。面對種種解放軍越境的情況，葛量洪終決定在未有設防的邊界地段設置障礙並稍後成立香港邊境禁區，二戰前人們自由出入中、港的情況，至此已不再復見。
在1956年，中共領導人毛澤東提出了「百花齊放，百家爭鳴」，放寬言禁，一時間中國的局勢似乎平定下來。於是不少港人遂要求港府重開關卡，並指離開香港的人定必比進入香港的人多。有見及此，葛量洪決定在1956年2月重開關卡，但是，由於重開關卡再度吸引大量難民到港，葛量洪又在同年9月宣佈關閉關卡。至於在開放關卡的短短七個月的時間，港府就錄得有60,000人進入香港而沒有返回分中國。自葛量洪卸任後，中國至1962年因「大躍進」又引發起另一次難民潮。

#### 戰後發展

##### 徙置大廈

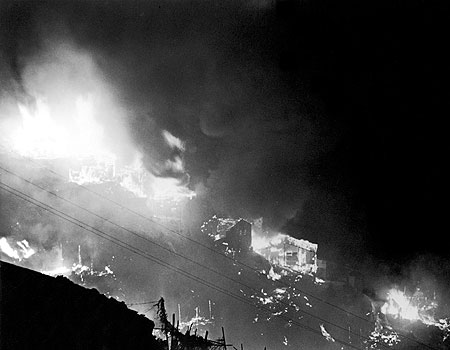
石硤尾大火後，港府負起興建公營房屋的責任

在第二次世界大戰期間，香港曾受到了猛烈的轟炸，所以到重光以後，全港有近四分之三的房屋因遭破壞而不宜人居。儘管港府在戰後己立即着手於重建，但正如上文所說，大量的難民湧入，對香港的住房構成極大的壓力。由於港府一向奉行自由貿易，為免干預市場而沒有任何公型房屋計劃，加上港府預期難民在適當的日子便會返回中國，所以就容許難民在城市邊緣和山邊建造寮屋。這類任意興建的寮屋，一般只用火水罐拆出的鐵皮或木版搭建，面積極小，但往往就住上好幾人，此外，這類寮屋一般更缺乏乾淨水源，而且衛生情況也十分惡劣，火災等意外更時有發生。在1953年12月25日聖誕節，石硤尾寮屋區發生大火，事件中雖然只有三人喪生，但大火一夜間就使約50,000人無家可歸。這次大火除了使葛量洪真正意識到難民不是短暫居留外，也使香港的房屋政策出現了根本的改變。
大火發生後，葛量洪決定立時興建一批樓高兩層的徙置大廈。而整個清理災場、修築道路以及興建第一批徙置大廈的工程，前後僅用了7個半星期就告竣工，成功於短時間內安置好大量寮屋居民。此外，葛量洪又成立了屋宇建設委員會和徙置事務處，專門負責興建徙置區，以望及早安置好在港的寮屋居民。早期的徙置區，每區大約容納60,000人，每座徙置大廈則可住2,000人，平均每5個人居住在一個面積為120平方呎的住宅單位。儘管這些徙置區的生活質素仍然十分低下，但內裡有商店、學校、診所和社區中心等配套設備，所以環境事實上要比寮屋區好得多。由於當時香港平均每三人就有一人要被安置，所以港府需要在十分有限的財政能力下，設法取得龐大的資金興建徙置區。葛量洪曾經就此事呼籲外界伸出援手，結果英國、美國和聯合國均曾撥出專款以助建造徙置區。
自葛量洪推出徙置區計劃後，香港政府就負起了建造公型房屋的責任，當年的港府幾个部門已含併成房屋局，由于是自行計划、設計、融資及發標，現已成為了全球最大的地産開發集團及租房屋、商場的業主（比美国的三大国企中的田納西集團還大）。另外，繼他以後，港府又推出了多項房屋政策，當中計有「政府廉租屋計劃」，以至於後來的「十年建屋計劃」等等。

##### 教育政策
同樣地，香港不少的校舍在二戰期間也遭到破壞，這使葛量洪上任時，香港出現校舍嚴重不足的問題。儘管葛量洪上任後就着手興建大量的中學和小學，但由於這都是較長遠的計劃，為了解救燃眉之急，他決定學校每日分上、午和夜晚三班，以盡量讓大部分的適齡學童接受教育。此外，在何明華會督的配合下，工人學校亦相繼出現。不過，為免共產黨滲透學校，使學校變成「反殖」溫床，葛量洪對學校作出嚴密的監控，除了由有關部門審視課程外，家長會有時也要向教育部門作出匯報，此外，港府更曾關閉一些受中国共产党控制的學校。但是在整體上，共產黨仍然暗地裡活躍於部分的學校。
另一方面，隨着學校數量的增加，教師的需求亦日益增大。可是香港僅有的羅富國教育學院卻未能滿足需求，結果葛量洪在1951年9月新設了葛量洪教育學院。葛量洪曾對於新的師範學院以他命名，感到十分自豪。

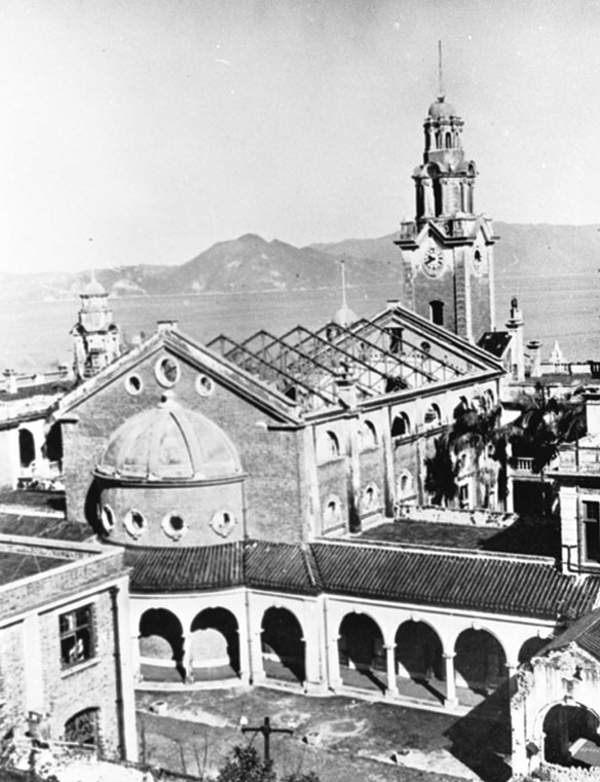
重光後的香港大學，遺下二戰期間遭受嚴重破壞的痕跡

至於在大學教育方面，香港當時唯一一所大學——香港大學在戰時也受到洗劫，大學建築物除受到嚴重破壞外，在日佔時期亦一直停課，到1946年才陸續重新復課。儘管大學在重光後一遍荒涼，但是復原的速度卻十分之快。在葛量洪任內，香港大學得到何東爵士捐出港幣100萬元，用於興建女生舍堂，而港府本身亦撥出400萬港元專門用於重建大學；此外港府又將每年的經常性撥款調高至150萬元。在1953年，葛量洪從英國邀來的詹寧斯爵士（Sir Ivor Jennings）和洛根爵士（Sir Douglas Logan），為香港大學發表一項報告，對大學的未來發展提出建議。報告發表後，遂成為港大在戰後的重要發展藍圖。
在中華人民共和國於1949年成立以前，不少因為英文能力有限，而不獲港大取錄的預科畢業生，通常都會選擇到中國的大學繼續升學。不過自中華人民共和國成立後，這種造法卻日益罕見；相反，不少從中國逃難到香港的學者，則開辦不少私人專上院校（如新亞書院等）。可是，這些院校均不是大學，沒有資格頒授學位，所以要求在殖民地設立一所以中文作授課語言的大學的呼聲亦漸漸浮現。為此，葛量洪曾在1951年委任怡和主席賈士域（John Keswick）就香港高等教育作出研究，探討香港設立一所中文大學的可能性。然而，香港大學擔心自己的地位將受動搖，所以對建議大力反對，一直到葛量洪卸任的時候，港大、港府以及那些專上院校始終也沒有達至共識。
葛量洪本人事實上是贊成香港建立第二所大學的，理由是他擔心共產黨會自行在香港設立一所可與港大分庭抗禮的大學。在他卸任後，有關建立中文大學的建議一直要到1961年才得以落實，最終在1963年正式成立。

##### 醫療政策
在昔日，港府通常都會把痳瘋病病人和部分的精神病病人送到廣東省的教會醫院接受治療，費用均由港府支付，不過這種做法在1949年中國易幟後就中止了。為了協助這類病人，葛量洪曾與國際痲瘋救濟會合作，於1951年在喜靈洲設立喜靈洲痲瘋病院，該院可收容達500名痳瘋病病人。另外，他又致力擴充照顧精神病病人的服務，更動工興建新的精神病院。除此之外，葛量洪任內興建和擴建的醫院還包括律敦治療養院、葛量洪醫院和廣華醫院等。
在1949年前後，湧港的難民中曾包括有數百位中國的西醫。但由於中國西醫的資格不獲港府承認，所以這班醫生只可獲政府僱用，而不可以私人執業。在葛量洪的協助下，港府為這群醫生提供了特別的考試，以選出具水準的醫生，好讓他們在港行醫。

##### 其他發展
除了房屋、教育和醫療外，葛量洪還推動了不少大型基建，旨在重建戰後的香港，當中包括了修建水塘和擴建機場。這兩項計劃其實早在他上任前已在構思中，不過都是在他任內落實的。在1952年，葛量洪正式通過動工興建大欖涌水塘，水塘在1957年建成，共花費了1,000萬英鎊，儲水量高達45億加侖。然而，水塘建成後，香港食水仍然不足，這使葛量洪卸任後，港府又興建了一個更大的水塘，而且還開始向大陸購買東江水。
至於機場方面，葛量洪曾打算在新界屏山建造國際機場，但當他得悉飛機將來升降須要越過中國領空後，擔心飛機有被擊落的可能，因而打消念頭，改為擴建啟德機場。啟德機場的擴建工程在1954年正式提出，工程建議把原有跑道增長至2,194米。有關工程要到他卸任後，即1958年9月才告竣工，自此以後，基本上任何飛機都可以在啟德機場升降，而機場一直至1998年才被赤鱲角的香港國際機場取代。

#### 政制改革

##### 楊慕琦計劃流產
早在1930年代以後，隨着大英帝國國力的消減、平等和自決理念的流行，以及一眾殖民地要求獨立的呼聲愈來愈高，英國政府已意識到是時候要下放權力讓殖民地發展民主，再讓他們自主獨立。其中，《1931年西敏法令》的通過，亦正式弱化了宗主國與自治領的關係，成為殖民地步向獨立的先聲。可是，好景不常，由於第二次世界大戰的爆發，使到讓殖民地獨立的計劃被中斷，英國為了保持實力來對付軸心國，結果擱置了殖民地的民主進程。
一直到戰後，殖民地獨立的訴求重新湧現，英國亦着手讓殖民地獨立。當中，印度、緬甸和錫蘭等地就紛紛在戰後宣佈了獨立。至於香港作為大英帝國殖民地的一員，英國政府最初也是打算讓香港走同樣的道路的。在1946年，葛量洪的前任港督楊慕琦爵士復任後，就大膽推出了後世通稱的「楊慕琦計劃」，建議港府下放權力，設立一個大致上由民選產生的市議會，企圖由此培育民主，長遠使香港具備獨立的條件。
不過，計劃推出後，由於社會各界始終未能達至共識，因此終楊慕琦爵士一任，計劃始終沒有落實。而在葛量洪接任後，他更與楊慕琦爵士持相左的意見。葛量洪認為，香港的問題「不在於自治或獨立」，而是在於「與中國的關係」，其他殖民地適用的方法也並不代表在香港同樣適用；他又認為香港的前途屬於「外交層面」，多於「殖民地層面」，因此葛量洪對「楊慕琦計劃」一直持保留的態度。
另一方面，葛量洪認為由於新界是租借的土地，無論如何也要在1997年7月1日交還中國，因此他更斷然認為，「香港要麼是英國的殖民地，要麼是中國廣東省的一部分」，並且相信香港不可能獨立。至於在民主的意識上，葛量洪認為香港人要的，只是「穩定的環境」、「合宜的稅率」和「公正的司法」，認為香港人只重工作和賺錢，而且不會真正的了解民主，因此由一班「專家」治理香港更顯合適。
葛量洪原本對「楊慕琦計劃」計劃已不太支持，而國共內戰的爆發與中華人民共和國的成立，更成為了「楊慕琦計劃」流產的致命一擊。由於上述的事件使大量難民湧入香港，以及使香港陷於不明朗的前景，葛量洪更惶恐「楊慕琦計劃」所構思的民主選舉會被共產黨控制，成為宣傳「反帝反殖」的工具，加上他一直不相信港人會忠於英國，所以葛量洪後來甚而認為計劃最終只會讓香港人以投票的方法結束英國的管治，然後「投回祖國的懷抱」。
葛量洪的看法頗得當時兩局議員和商界的認同，當時兩局議員認定方案「是一個太危險的做法」，而怡和洋行更有大班擔心設立市議會會攤分政府權力，導致政府架床疊屋。在這種的背景下，葛量洪曾在休假時到倫敦向英國政府提議擱置計劃。白廳方面最初反對葛量洪的意見，而且更已經通過了「楊慕琦計劃」的最後草案，但經過葛量洪的多番遊說後，英國政府最終同意放棄政改。在1952年10月，英政府於下議院以「時機不合」為理由，正式宣佈放棄「楊慕琦計劃」，計劃遂隨即為港府所擱置。自此以後，香港再沒有重大的政制改革，一直到1980年代以後，隨着中、英展開香港的前途談判，港府才另推「代議政制改革」。

##### 其他革新
雖說「楊慕琦計劃」被葛量洪否決，但他在任內仍進行一定幅度的改革。首先，他增加了行政局與立法局的非官守議員人數。楊慕琦爵士在1946年復任的時候，行政局分別有7名官守與4名非官守議員；而立法局則分別有9名官守與7名非官守議員。到1948年，葛量洪則把行政局調整為官守與非官守議員各佔6人，而在1951年，他又把立法局非官守議員人數由7人加至8人；與此同時，他亦增加了華人在兩局內的比重，以便反映華人的訴求。
其次，葛量洪在1952年於市政局重設了2個在戰後被廢除的民選議席，至1953年，民選議席進一步被加至4席。到1956年，市政局共有議席32個，當中16個是非官守議席，其中的一半，即8席由民選產生。儘管市政局逐步設立了民選議席，但由於選民數目十分之少，所以代表的民意極為有限。
最後，葛量洪繼承自郝德傑爵士以來所確立的公務員「本地化」，開始招聘華人到政府出任高級職務。而以往由洋人擔任的職位，現在只要有合適的華人，就會以華人出任該職。到1951年的時候，港府已經有10.75%的政務官及專業級別職位由華人出任。

#### 政治紛擾
在大戰結束後，中國持續的動盪局勢多少也使香港受到波及。在戰後的國共內戰中，一方面大量國民黨的餘部與支持者隨着國民政府的失勢逃到香港，而另一方面共產主義風潮也因為共產黨的得勢傳到香港。這兩股主要勢力在葛量洪任內曾造成不少嚴重衝突和政治事件，使葛量洪大為頭痛。此外，基於香港的種種特殊背景，葛量洪政府亦曾與國民政府及共產黨有不少不和。
至於在國際層面上，由於戰後冷戰的爆發，香港也成為了「兩大意識形態陣營」的交鋒地。在這些事情上，葛量洪表示自己往往都是嚴守中立，不曾偏私於任何一方，他認為共產黨政府雖然經常無中生有，但在某些事件上，共產黨是值得諒解和同情的。

##### 與國民政府的衝突
最早在1947年的時候，葛量洪就曾因為希望遷拆九龍寨城內衛生情況極壞的寮屋，結果與當時的國民政府發生衝突。國民政府對葛量洪打算清拆九龍寨城潛建寮屋的行動，視為帝國主義抬頭，這是因為國民政府認為，當初中方於1860年割讓九龍半島的時候，中方在九龍寨城是仍然保有某種權利的。可是，葛量洪對國民政府的抗議卻沒有多大的理會，他認為港府就20世紀以來就實際控制着寨城，而且中方一直也沒有表示反對，所以清拆該處非法寮屋是理所當然的事。葛量洪在此事上十分強硬，除了打算向英國要求授權清拆外，更派警方介入事件。最終，九龍寨城事件觸發廣州於1948年出現反英示威，期間英國駐廣州總領事館更遭暴徒焚燬。
英國駐廣州總領事館被焚後，中、英兩國政府均就九龍寨城的問題作出交涉，但由於雙方均不願退讓，結果使九龍寨城的管理問題一直沒有獲得解決，直至後來中、英兩國在1980年代於香港前途問題上達成共識以後，寨城才得以落實清拆。

##### 中共建政前後的衝突
至於踏入1949年中華人民共和國成立後，一群電車職員因為勞資糾紛，於同年聖誕節在羅素街的電車車場發動罷工，期間在左派人士的介入下，電車職員更與警方發生流血衝突。羅素街事件持續了近一個月，最後葛量洪運用權力將罷工領袖遞解出境。另在1950年的時候，一群左派學生前往摩星嶺難民區公民村挑釁，並與當地國民黨支持者爆發了流血衝突，事件促使葛量洪把那批國民黨支持者遷往新界東南部的調景嶺。
同時間，中共政府在1949年11月正式接管了中國民航公司，並向港府要求移送70部在國民黨協助下，駛到香港的民用飛機。然而，中國民航公司以往是一所親國民黨的公司，而且美國人亦佔有該公司不少股權。為免投資化為烏有，泛美航空公司於是派了兩名副總裁到香港，企圖遊說葛量洪不要把飛機移送大陸。未幾，英國在1950年1月承認了中共政權，葛量洪遂建議中、美雙方可以在港進行訴訟，以決定飛機擁有權誰屬。雖然香港的法院最後裁定飛機由中共所有，但事件卻升級至國際層面；裁決公佈後，美國政府十分不滿，而國務院更向倫敦方面施壓，最後樞密院為此下了一道樞密令，推翻香港法院原有裁決，並裁定原公司股東可獲飛機。中國民航公司事件擾攘了3年的時間，期間葛量洪一直認為理在中方，因此他曾表示對樞密院的決定感到失望。
儘管英國在1950年承認中共政府，但基於韓戰爆發等因素，港府與大陸的關係仍然是不明朗的。除了零星的邊境衝突外（見本條目「難民湧入」一段）；在1951年11月21日，東頭村的木屋發生大火，造成10,000人無家可歸。中共遂借機會宣佈派遣一隊「粵穗慰問團」到香港慰問災民，由於葛量洪擔心慰問團會在香港宣揚「反帝反殖」的訊息，所以對中共的建議加以堅拒。葛量洪的行動觸發香港的左派報章紛紛對港府口誅筆伐，後到1952年3月1日，更有一群群眾發起到邊境迎接慰問團。然而，那批群眾在中途被警方阻止前進，結果即引發九龍出現大規模騷亂。在騷亂中，葛量洪出動警察和啹喀兵維持秩序，最後有一名滋事者在騷亂中喪生。
另外，港府與中共其他嚴竣衝突還包括在1953年9月，一艘英國皇家海軍巡邏艇在公海執行反走私行動時，遭解放軍無故開火，釀成7死5傷；以及在1954年7月23日，一架國泰航空DC-4型民航客機在海南島上空被解放軍擊落。這兩件事曾使英方提出了強烈的抗議。
在韓戰於1953年完結後，中國與香港的關係也就穩定下來，當中，時任中華人民共和國國務院總理周恩來還計劃在1955年4月乘坐克什米爾公主號飛機，取道香港，前往印尼出席萬隆會議。可是，周恩來在出發前收到情報指國民黨特務將趁飛機停留香港時安置炸藥，所以他臨時改坐另一班航班，而且還要求港府保證航機安全。儘管葛量洪對中共政府作出了保證，而克什米爾公主號飛機在香港停留期間也確實獲得嚴密保護，不過國民黨特務仍然成功暗中放置炸藥，使飛機真的在前往印尼途中解體。在事件中，雖然周恩來沒有乘坐克什米爾公主號而逃過空難，但時任新華社香港分社社長黃作梅等16人卻在該航班遇險喪生。事後使港府遭到大陸政府的指責，也使雙方短暫陷入不和的狀態。

##### 雙十暴動
在1956年10月10日發生的雙十暴動，可說是葛量洪任內最大規模的政治衝突。自國民黨退守台灣以來，國、共兩黨在香港的支持者每年都會分別於10月10日與10月1日的國慶日，舉辦大型的慶祝活動；期間，他們更會在自己的勢力範圍內分別掛滿青天白日旗、青天白日滿地紅旗和五星紅旗，當中又以國民黨支持者的規模較大。
國、共兩黨在香港各自慶祝的做法一直也沒有引起嚴重的衝突，但在1956年10月10日的中華民國國慶日，一名李鄭屋徙置區的政府職員，卻錯誤地堅持要求民眾拔去一面展示於村內的青天白日旗，這遂引起國民黨支持者的極度不滿。未幾，事件即觸發九龍各主要徙置區爆發國、共兩派支持者的流血衝突，而且更愈演愈烈，升級成大規模的暴亂。雖然當時衝突中心集中於九龍，但是暴亂最嚴重的地方卻在新界荃灣，該地的工廠工人分成了國、共兩派，他們除了到處搗亂外，而且還互相集體毆鬥。不過由於國民黨支持者遠比共產黨的多，所以有不少共产党工會人士反被圍毆。
葛量洪在暴動初時正在外地休假，未及即時返港親身處理。至於九龍和荃灣等地在最嚴重的時期，更一度陷入不受控制的局面，最後葛量洪返港指揮下，港府派出軍隊鎮壓，連串暴動方才在同年11月14日結束。在事件中，一共有60多人喪生，300人受傷，而港府亦拘捕了1,000人，當中不少人被葛量洪運用總督特權逮解出境後，選擇前往台灣。
雙十暴動是國、共兩黨在香港最大規模的衝突。在此後，國、共之間在港的衝突規模日益縮減，相反，共产党在香港的勢力卻日益膨脹，後來更借文化大革命與工人工潮的爆發，發動六七暴動。

#### 韓戰

##### 破壞
誠如上文所言，自中华人民共和国成立後，香港一直受到不同政治紛爭的衝擊。但在一眾政治事件當中，卻以自1950年至1953年發生的韓戰影響最大，韓戰曾一度使香港經濟陷於崩潰邊沿。
其實早在1950年前後的時間，受着亞太地區局勢不穩，美國政府已呼籲在港的美籍僑民儘早離開。後到1950年6月，隨着韓戰的爆發，美國與聯合國更先後於1950年12月和1951年5月18日通過對香港實施貿易禁運，以阻止物資進入中國大陸，切斷共產黨供給。禁運對香港所造成的打擊是致命性的，這是因為香港自開埠以來，就一直是轉口港，所以實施禁運以後，香港剛從戰後快速復甦的轉口貿易立即沉寂下來。
貿易禁運一方面使港府的財政收入大減，但卻同時大大助長走私活動。自禁運以後，不少走私分子便趁機在香港水域和偏遠的離島與中國進行貿易，而貨物往往也被藏放於離島的隱蔽地方。不過由於香港一向是自由港，港府的緝私隊規模十分之少，結果使韓戰期間香港的走私貿易十分猖獗。除此以外，當時不少出口到美國的香港貨品也受到了很大的限制，由於華府擔心中國貨品會冒充香港貨品進口當地，於是他們對進口的香港貨作出十分嚴格的檢驗。以香港出口的臘鴨為例，美方就曾以鴨蛋來自大陸為理由拒絕進口，而港府則反指鴨蛋在香港孵化和加工，所以是香港產品，幾經討論，雙方最後同意所有在港孵出的鴨子，均須加上標記，然後才可加工成臘鴨，再出口美國。總而言之，禁運除了拖垮了香港的轉口貿易，連帶出口與整體經濟也受拖累。

##### 轉機
儘管香港的轉口貿易被禁運所拖垮，但香港最終卻沒有因此而崩潰。首先，自國共內戰以來，中國大陸不少城市如上海的資本家，紛紛把資金撤到香港，把局勢相對安穩的香港視作他們新的發展基地。這批企業家初時主要把資金投資在商業，不過韓戰的發生，促使他們紛紛改而投資到工業和房地產發展。其次，香港本身天然資源缺乏，難以發展重工業，不過受惠於難民的湧入，變相使香港擁有極充足的廉價勞工。

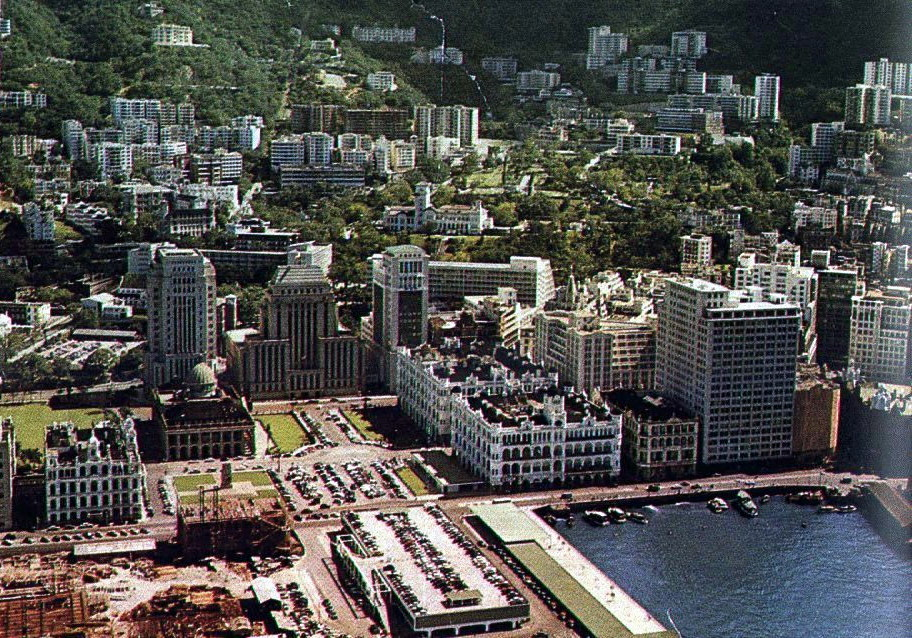
1950年代韓戰促使香港從轉口港過渡成製造業基地，上圖則為1955年的中環

儘管香港的轉口業急速收縮，但出口貿易卻有長足的發展。由於香港正好鄰近戰區，有交收方便的優勢，所以物資的需求反而在韓戰期間有意想不到的增長，結果這就促使香港從轉口貿易慢慢過渡去出口貿易上發展。韓戰完結以後，在得到葛量洪的扶持下，香港製造業繼續有強勁發展，當中在1950年代，香港的出口產品又以紡織品、假髮、玩具和膠花等等。
香港工業挽救了香港的經濟，當中，根據1954年的數字，香港成衣業工人的數量更佔上全港勞工總數的30%。相反，當時英國的傳統紡織工業區卻因此導致生意一落千丈，結果促使他們多番向葛量洪提出抗議。不過，從這例子就可窺看出，當時香港紡織業發展之蓬勃。此外到了1955年，隨着局勢的進一步平靜，葛量洪還廢除了自日佔時期以來，香港所奉行的米糧配給制度。自此以後，香港的工業和經濟在很長時間中，都錄得持續大幅度之增長。

##### 專程訪美
歷經韓戰以後，香港的名聲在美國變得很壞，這主要是因為不少美國人認為，香港是走私天堂和毫無吸引力的工廠集中地外，也擔心香港會有被「赤化」之虞。因此，在英國駐美大使的提議下，葛量洪曾專程在1954年年底到美國進行巡迴演講，在6星期的行程中，葛量洪一共到了16個城市，所到之處都他會發表演說，推銷香港，此外他又接受不同電視台訪問，而且還與不少團體展開公開論壇，就香港前途發表意見。
為了使香港建立一套清新良好的形象，葛量洪在美國還發表了題為《香港—東方柏林》與《香港—自由基石》等等的演說。

#### 訪問中國
在國民政府仍然執政的時候，葛量洪曾經常訪問廣州和南京等中國城市，而且還在1948年9月的時候與妻子一同重遊北京，當時葛量洪的繼父已經去世，而他的母親則回到英國度過晚年。但在1949年中共立國後，這些訪問中國的活動卻中止了。在1955年年底，由於葛量洪的港督任期行將屆滿，他們夫婦倆皆希望在卸任前再多到訪北京一次。
在得到中共和英國政府的批准下，葛量洪遂與妻子以私人性質的身分，經廣州前往北京。在北京，葛量洪除到訪清華大學與北京的各大名勝外，還謁見了時任國務院總理周恩來。在與周恩來的會談中，為免引起不快，葛量洪盡量避談有關香港事務，對香港前途問題更是隻字不提，但是他們兩人仍然在澳門應否舉辦開埠400周年慶典一事出現分歧。葛量洪認為澳門政府不應大肆慶祝，一天的活動就已經足夠，但周恩來的態度卻更為強硬，認為澳門不應作任何慶祝殖民地成立的活動。幾經討論，周恩來最後表示容許澳門政府就開埠400周年舉行簡單儀式，但兩人的會面仍然因此而蒙上陰影。
葛量洪返回香港後，他將周恩來的立場告知澳督，事後澳門政府即取消了慶典活動，而計劃發行的紀念郵票與興建中的紀念碑亦全部撤回。此外，從北京歸來後，英國政府通知葛量洪將獲第三度續任，因此他返港後繼續出任港督，至1957年12月31日偕夫人乘船離開香港。在卸任前夕，葛量洪得知蔣介石有意邀他訪台，而且還派專機接送，但由於葛量洪擔心這會引起軒然大波而婉拒了邀請。
葛量洪前後當了10年半，是歷史上任期第二長的港督。他卸任後，港督一職由柏立基爵士接替。

### 晚年
返英後，葛量洪退居於倫敦市中心皮卡迪利街（Piccadilly）90號的住宅。晚年的葛量洪仍然關心香港的福利事務，而且常在不同場合發言和撰文，支持香港。另外，他亦曾於1965年發行了自傳。葛量洪最後於1978年10月4日因病逝世，終年79歲。

## 影響與評價
普遍認為，葛量洪是香港殖民地歷史上最傑出的港督之一。儘管在任內經歷了種種挑戰，但他最後都能順應外在困局與香港內在的劇變，將挑戰一一迎刃而解，而且還使促使香港從轉口港過渡成更發達的製造業中心，為香港日後經濟的急速發展立下極重要之基石。此外，香港政府不少的基本政策，例如房屋、醫療和邊防等等都曾在葛量洪任內進行革新，這除了使香港更快從戰爭復原過來以外，不少政策（如公營房屋政策）更為歷屆港府所奉行不誤。因此，在葛量洪卸任之時，他的官聲很好，很多人更認為他是理想港督的模範。而不少學者亦指葛量洪是戰後香港最主要的「建築師」之一，而他的施政更為香港立下了決定性的貢獻。
另一方面，葛量洪對中共所採取的務實態度，促使英國在1949年以後得以繼續管治香港，而中國大陸也同樣停止鼓動國內民眾發起收回香港的風潮。經過葛量洪的努力下，中國大陸更暫時放棄向英方談論香港前途問題，這結果為香港帶來了相對穩定的環境，使香港經濟能夠在戰後穩步發展。可是，葛量洪任內擱置「楊慕琦計劃」，並限制香港進行大幅度的政治改革；於是一直至1980年代以前，歷屆港府也未有作任何重大政治改革，這遂成為香港人政治意識薄弱的一大原因。
在他身故後，香港立法局曾特別於1978年10月11日的會議上為他默哀一分鐘，而時任香港總督麥理浩爵士更認為葛量洪「是偉大的管治者、擁有偉大的人格，和最偉大的港督」。

## 個人政論

### 香港前途
在香港前途問題上，葛量洪曾指出，自香港被割讓英國以後，歷代的中國政府均只視香港是「一塊被外國統治的中國領土」，而中國不能取回香港，是因為中國的國力太弱，無力與列強角力所致。而事實上，國民政府時期，宋子文就曾在某會談場合向葛量洪直言，國民政府「將在25年內收回香港」。因此在葛量洪看來，無論中國建立起甚麼樣的政府，這個政府終有一日都會要求取回香港。
另一方面，葛量洪當時認為新界既是租借的土地，無論如何也要在1997年7月1日交還中國。但是，新界卻正佔上香港的一大部分，亦是食水的主要來源，其邊界線又橫跨了啟德機場，所以葛量洪認為殖民地政府在1997年後將無法繼續運作。
至於在中國何時取回香港的議題上，葛量洪在1949年的時候曾認為解放軍不會隨中華人民共和國的成立順勢攻占香港，而他也曾讓中共意識到占領香港的壞處。葛量洪相信，香港始終是租來的地方，終有一日要交回中國，因此如果中國單方面取回香港，英國必定會在撤出前大肆破壞，調走資金，最終只讓中國取得一座「空殼」，相反，他認為如果中國能根據自己的利益，等到1997年才取回香港的話，那英國就會很大機會完好無缺的把香港交給中國；而中國更可以在1997年前的時間繼續向香港輸出各種物資，以賺取豐厚的外匯。
在葛量洪這種「現實」和「務實」的態度下，港府與中共政府建立起一種不流於退讓、奉承，而是較互信的關係，而這種關係在英國於1950年1月承認中共政權後尤為明顯。一方面，葛量洪在決策上往往會考慮中共利益，而另一方面中共則不鼓動國內民眾發起取回香港的運動。此外，中國政府也是在這個時候，放棄了自1942年以來提出取回香港的訴求。沉寂約30年後，時任港督麥理浩爵士在1979年訪京時，香港前途之議題始再為中方所提出。
對於英國在1950年1月6日率先承認中共政權一事上，葛量洪則認為這除了是因為英方要維護香港權益和國內的商業利益外，更重要的是因為中共實際上已控制了中國大陸全境，所以，中共既實際管治中國，英國就沒有不承認的理由。

### 中國前景
葛量洪對中國的發展也有較獨特的看法。他認為，「中國走共產路線並不能責怪任何人，也不應責怪國民黨」，他相信如果中日戰爭沒有爆發，則共產黨不會立國，所以葛量洪認為日本要就共產黨建政負上責任。不過，對於中共建政威脅東南亞局勢，「赤化」鄰國的言論，葛量洪卻不以為然。葛量洪相信，即使是國民黨執政的話，也難保一個強大的中國不會向鄰國施加壓力。他又質疑，如果中國的鄰邦受到國民黨政府，而非中共政府的威脅，那西方列強還會否作出干涉。
最後，在台灣局勢問題上，葛量洪認為台灣與古巴的情況相似。在1960年代的古巴，由於得到蘇聯的支持，當地計劃建立導彈發射站，這曾使美國陷於恐慌之中。同樣地，葛量洪指出，台灣的國民黨得到美國支持，派出艦隊駐守台灣海峽，這種做法同樣對中共構成威脅，因此，他認為中共對美國佈防台海所表達的不滿，是可以理解的。

## 家庭
在1925年，葛量洪於遊歷北京的時候結識了來自美國三藩市的女子慕蓮（Maurine Samson），兩人結識後不久，即決定結婚，婚禮在1925年10月28日於香港舉行，並且由時任輔政司施勳爵士為新娘送駕。但有趣的是，由於施勳爵士在等待新娘梳理時睡着了，結果最後遲了出發，還使婚禮儀式延遲舉行。此外，葛量洪與妻子葛慕蓮成婚後還曾租用了時任港督司徒拔爵士的遊艇，到長洲渡蜜月。
葛量洪與葛慕蓮在婚後依然恩愛如昔，葛量洪亦曾自言，自己最快樂的回憶，莫過於「妻子在夏夜的月光滋潤下，在港督府後花園中踱步」。葛量洪與葛慕蓮長相廝守，一直到她在1970年去世為止。在1972年，葛量洪復另與瑪嘉烈·依蓮·呂姆萊夫人（Mrs Margaret Eileen Lumley，c.1921年—）結婚，呂姆萊夫人是穀物商人查爾斯·S·萊特（Charles S. Wright）的女兒。在葛量洪逝世前生病的日子，他都是由呂姆萊夫人所照顧的。
葛量洪在兩段婚姻中都沒生有任何孩子，他死後，其遺產在1979年2月9日進行估值，所得結果為320,097英鎊。

## 葛量洪回憶錄

Via Ports - From Hong Kong To Hong Kong 內頁封面

葛量洪是少數有發行回憶錄的香港總督。在1965年3月，他委託了香港大學出版社發行回憶錄，書名為。該書以英文寫成，共205頁，只發行了1,500本，並由國泰出版社在香港負責印刷。葛量洪的回憶錄除了詳細交代自己的公職生涯外，也仔細寫下自己對中國和香港的看法。另外，他亦對英國殖民地部作了率直不諱的評價。
此書發行多年後，至1980年代香港展開前途談判時，始再為人所注視。在1984年9月，此書由曾景安譯成中文，書名則為《葛量洪回憶錄》，由廣角鏡出版社發行，索書號是ISBN 962-226-069-1。

## 榮譽

### 榮銜
- C.M.G. （1941年）
- K.C.M.G. （1945年）
- G.C.M.G. （1951年）

### 榮譽學位

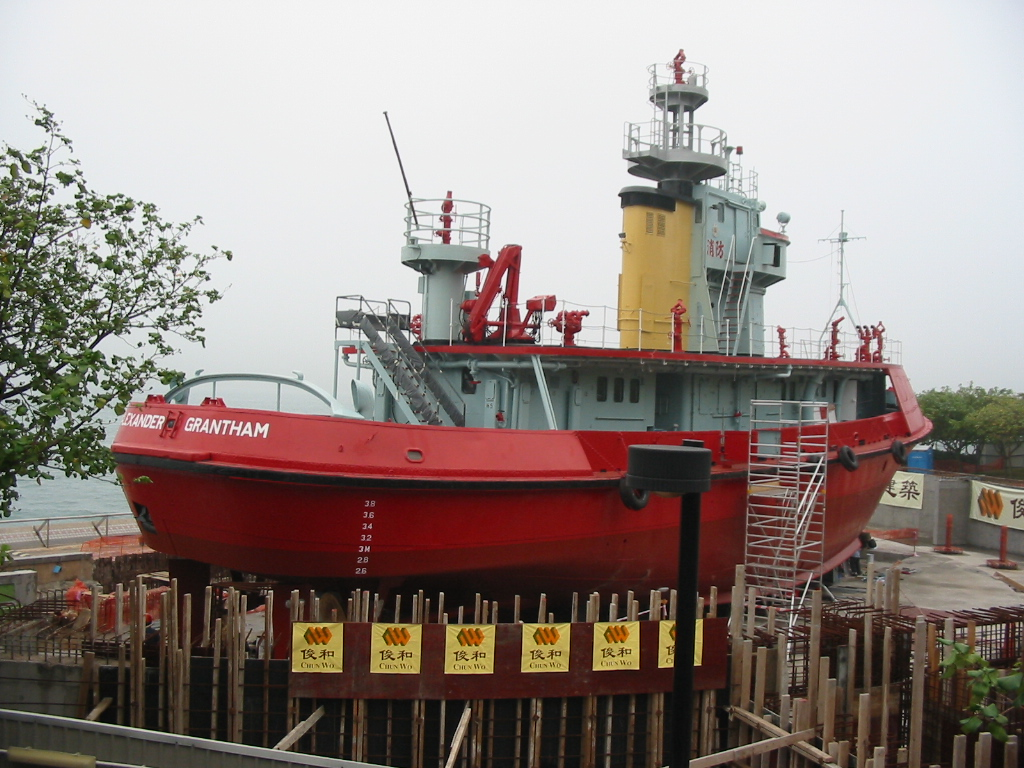
葛量洪號滅火輪

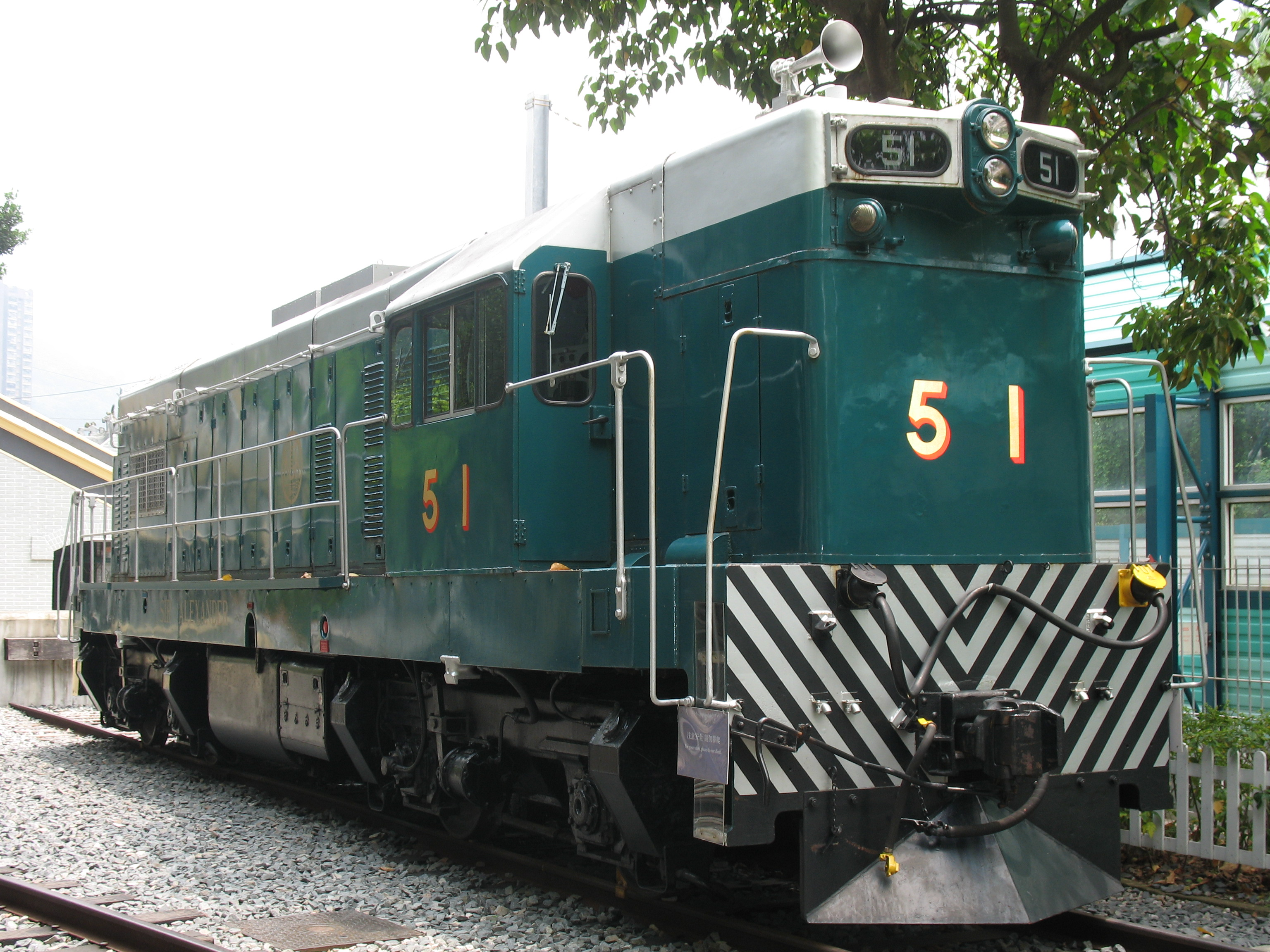
亞歷山大爵士號柴油機車

- 榮譽法律博士 （香港大學，1952年）
- 榮譽院士 （劍橋大學彭布羅克學院）

### 葛量洪爵士夫婦
- 葛量洪師範學院，1951年建立，現已合併至香港教育學院，現在仍有葛量洪堂。
- 葛量洪號滅火輪，1953年建造，已經退役，曾為亞洲最大的消防船。
- 葛量洪獎學基金，1955年成立，為紀念葛量洪任港督而設，下設有「葛量洪傑出學生獎」。
- 葛量洪茶花（Camellia granthamiana），於1955年10月為農林署一名華籍職員在大帽山大城石澗所首次發現的稀有茶花品種。在1985年，香港郵政署發行一套名為《香港花卉》的郵票，其中葛量洪茶花出現在6毫郵票之上。
- 葛量洪醫院，1957年建立，位於香港島黃竹坑。
- 葛量洪夫人健康中心／葛量洪夫人母嬰健康院，位於荃灣青山公路(（已於2015年6月22日關閉並同日轉送服務至荃灣母嬰健康院）
- 亞歷山大爵士號（Sir Alexander）與慕蓮夫人號（Lady Maurine），1954年運到香港，是九廣鐵路的柴油機車。目前，前者已捐贈予香港鐵路博物館永久展出，後者亦已送返澳洲，於私營觀光鐵路營運。
- 慕蓮夫人號（Lady Maurine），為葛量洪在任港督時購置的遊艇，除供官員視察離島之用外，每有港督上任履新，慕蓮夫人號更會在啟德機場接載港督，到皇后碼頭登岸。
- 據葛量洪的自傳所述，香港曾有一所新建的精神病院（可能指其任內動工興建的青山精神病院）建議以他命名，但他婉拒。
- 葛量洪夫人新村，1955年7月落成，位於大角咀，由香港經濟屋宇協會興建，於1977至84年拆卸。

## 外部連結
- 立法局會議記錄（英文）
  - 1947年 （页面存档备份，存于）、1948年 （页面存档备份，存于）、1949年 （页面存档备份，存于）、1950年 （页面存档备份，存于）、1951年 （页面存档备份，存于）、1952年 （页面存档备份，存于）、1953年 （页面存档备份，存于）、1954年 （页面存档备份，存于）、1955年 （页面存档备份，存于）、1956年 （页面存档备份，存于）、1957年 （页面存档备份，存于）

| 官衔                   | 官衔                           | 官衔                       |
| ---------------------- | ------------------------------ | -------------------------- |
| 前任： 菲臘·米切爾爵士 | 斐濟總督 1945年–1947年         | 繼任： 萊斯利·費里斯東爵士 |
| 悬缺                   | 西太平洋高級專員 1945年–1947年 | 繼任： 萊斯利·費里斯東爵士 |
| 前任： 麥道高 （署理） | 第22任香港總督 1947年–1957年   | 繼任： 戴維德 （署理）     |